# Charlotte, vévodkyně z Valentinois
Charlotte, vévodkyně z Valentinois (30. září 1898 – 15. listopadu 1977) byla dcerou Ludvíka II. Monackého a matkou Rainiera III. V letech 1922 až 1944 byla monackou dědičnou kněžnou, předpokládanou dědičkou trůnu.

## Narození a adopce
Charlotte Louise Juliette Louvetová se narodila ve městě Constantine ve Francouzském Alžírsku jako nemanželská dcera Marie Juliette Louvetové, kabaretní zpěvačky, a Ludvíka Grimaldiho, monackého dědičného knížete a vévody z Valentinois, syna a dědice monackého knížete Alberta I. Ludvík neměl žádné manželské potomky ani sourozence, takže ještě předtím, než nastoupil po svém otci na trůn jako Ludvík II., snažilo se knížectví předejít následnické krizi. Knížectví očekávalo, že jeho soused, Francouzská republika, se bude snažit krize využít, pokud se neobjeví Ludvíkův dědic. Tím dědicem byl jeho bratranec Vilém, 2. vévoda z Urachu (1864 – 1928), který, přestože se narodil a vyrůstal v Monte Carlu jako syn princezny Florestine Monacké, byl Němec, vlastník majetku a příslušník patrilineární rodiny württemberských králů, i když morganaticky. 15. května 1911 byl přijat zákon uznávající Charlotte za Ludvíkovu dceru a dynastickou členku panovnické rodiny. Ačkoli byl později tento zákon považován za neplatný podle ustanovení z roku 1882, byla 30. října 1918 přijata vyhláška, která jí umožnila přijetí do dynastie. Ludvík 16. května 1919 Charlotte v Paříži adoptoval, čímž přijala příjmení Grimaldi, zatímco její děd jí dal titul vévodkyně z Valentinois, tradiční pro knížecího dědice. Když Ludvík v roce 1922 nastoupil na monacký knížecí trůn jako Ludvík II., stala se Charlotte předpokládanou dědičkou.

## Zákonnost osvojení
Nad Charlottinou adopcí se objevil stín pochybnosti o zákonnosti. Monacký občanský zákoník požadoval, aby osvojující straně bylo nejméně padesát let a adoptované dvacet jedna. Nařízení z roku 1918 změnilo věkovou hranici na osmnáct (tou dobou bylo Charlotte dvacet let), ale nikoliv druhý věkový limit; Ludvíkovi bylo 48 let.

## Manželství
Charlotte se v Monaku 18. března civilně a 19. března 1920 církevně provdala za hraběte Pierra de Polignac z Guidelu, Morbihanu, Bretaně, Francie, který podle nařízení knížete přijal příjmení Grimaldi a stal se monackým princem. Pár měl dvě děti:
- Princezna Antoinette (28. prosince 1920 – 18. března 2011), baronka z Massy,
⚭ 1951 Alexandre-Athenase Noghès (15. června 1916 – 16. února 1999), rozvedli se v roce 1954
⚭ 1961 Jean-Charles Rey (22. října 1914 – 17. září 1994), rozvedli se v roce 1974
⚭ 1983 John Gilpin (10. února 1930 – 5. září 1983)
- Rainier III. (31. května 1923 – 6. dubna 2005), kníže monacký od roku 1949 až do své smrti, ⚭ 1956 Grace Kellyová (12. listopadu 1929 – 14. září 1982)

Jejich manželství však nebylo šťastné; manželé se rozešli 20. března 1930, když ho Charlotte opustila, aby žila se svým italským milencem, Del Masso. Pár byl 18. února 1933 nařízením Ludvíka II. rozveden.

## Pozdější život
30. května 1944, den před synovými 21. narozeninami a v plné dohodě se svým otcem, se Charlotte vzdala svých následnických práv ve prospěch syna Rainiera. Od toho dne Charlotte nebyla monackou dědičnou kněžnou, ale titul monacké princezny si ponechala.
Později šla na vysokou školu a získala titul v sociální práci. Po převzetí trůnu Rainierem se Charlotte přestěhovala do Château de Marchais, panství Grimaldiů u Paříže. Přes námitky svých dětí, které se obávaly kvůli svému bezpečí, převedla Charlotte svůj majetek na rehabilitační centrum pro bývalé trestance. Žila se svým milencem, známým francouzským bývalým zlodějem klenotů jménem René Girier, přezdívaným René la Canne.
Charlotte zemřela v roce 1977 v Paříži.

## Tituly, oslovení a vyznamenání

### Tituly a oslovení
- 30. září 1898 – 18. července 1911: Charlotte Louise Juliette Louvetová
- 18. července 1911 – 15. listopadu 1911: Charlotte Louise Juliette Grimaldi de Monako
- 15. listopadu 1911 – 16. května 1919: Charlotte Louise Juliette Grimaldi de Monako, Mademoiselle de Valentinois
- 16. května 1919 – 1. srpna 1922: Její Jasnost vévodkyně z Valentinois
- 1. srpna 1922 – 30. května 1944: Její Jasnost monacká dědičná kněžna
- 30. května 1944 – 15. listopadu 1977: Její Jasnost princezna Charlotte Monacká

### Vyznamenání

#### Národní vyznamenání
- : Řád svatého Karla
- : Řád koruny (Monako)
- : Řád Grimaldi

#### Zahraniční vyznamenání
- : Řád čestné legie
- : Řád sociálních zásluh
- : Medaile francouzské vděčnosti
- : Vojenská čestná medaile zdravotní služby
- : Honorární medaile za správu penitenciářů
- : Medaile Červeného kříže
- : Příjemce pamětní medaile z první světové války
- : Řád zásluh o Italskou republiku
- : Pro Ecclesia et Pontifice
- : Řád Marie Luisy

## Dědictví
- Princezna Charlotte vlastnila jednu z největších sbírek drahokamů, která byla předána a je stále nošena její vnučkou Caroline.
- Její pravnučka Charlotte Casiraghi, byla pojmenována po ní.